# 二乙胺盐酸盐
二乙胺盐酸盐是二乙胺和盐酸形成的盐，化学式为C4H12NCl，是可燃性具有氨味的吸湿性固体，易溶于水。它可用于有机合成。

## 制备
二乙胺盐酸盐可由二乙胺和盐酸反应得到。
C
4H
11N + HCl  →  C
4H
12NCl